# Cannelure

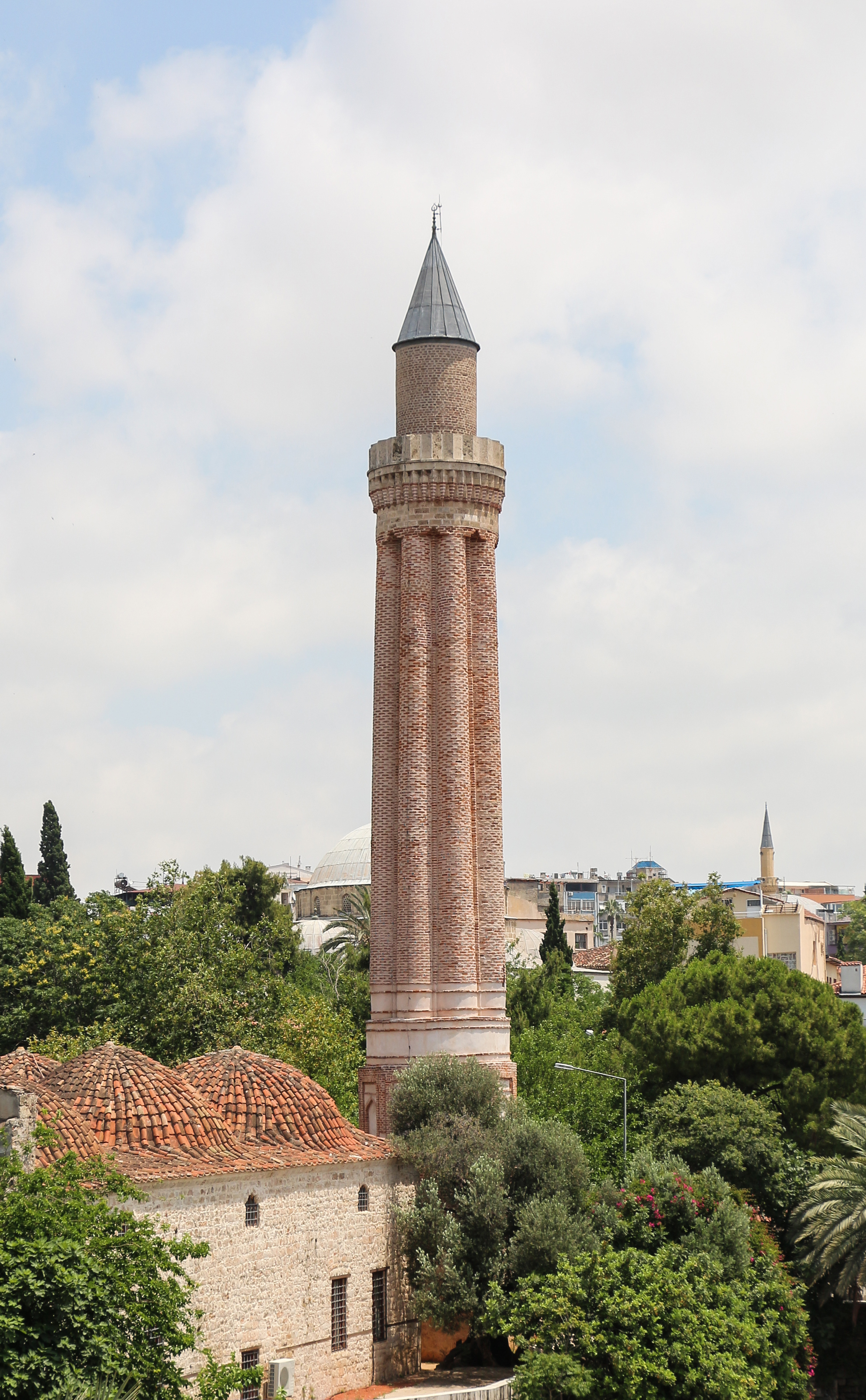
Le minaret cannelé de la mosquée Yivli Minare à Antalya en Turquie.

Une cannelure est un sillon, ou une strie, creusé dans un matériau. Sur une pièce mécanique de révolution, il s'agit de chacune des rainures longitudinales qui, régulièrement réparties sur la circonférence, permettent de réaliser un accouplement avec une pièce complémentaire munie de cannelures analogues.

## Architecture

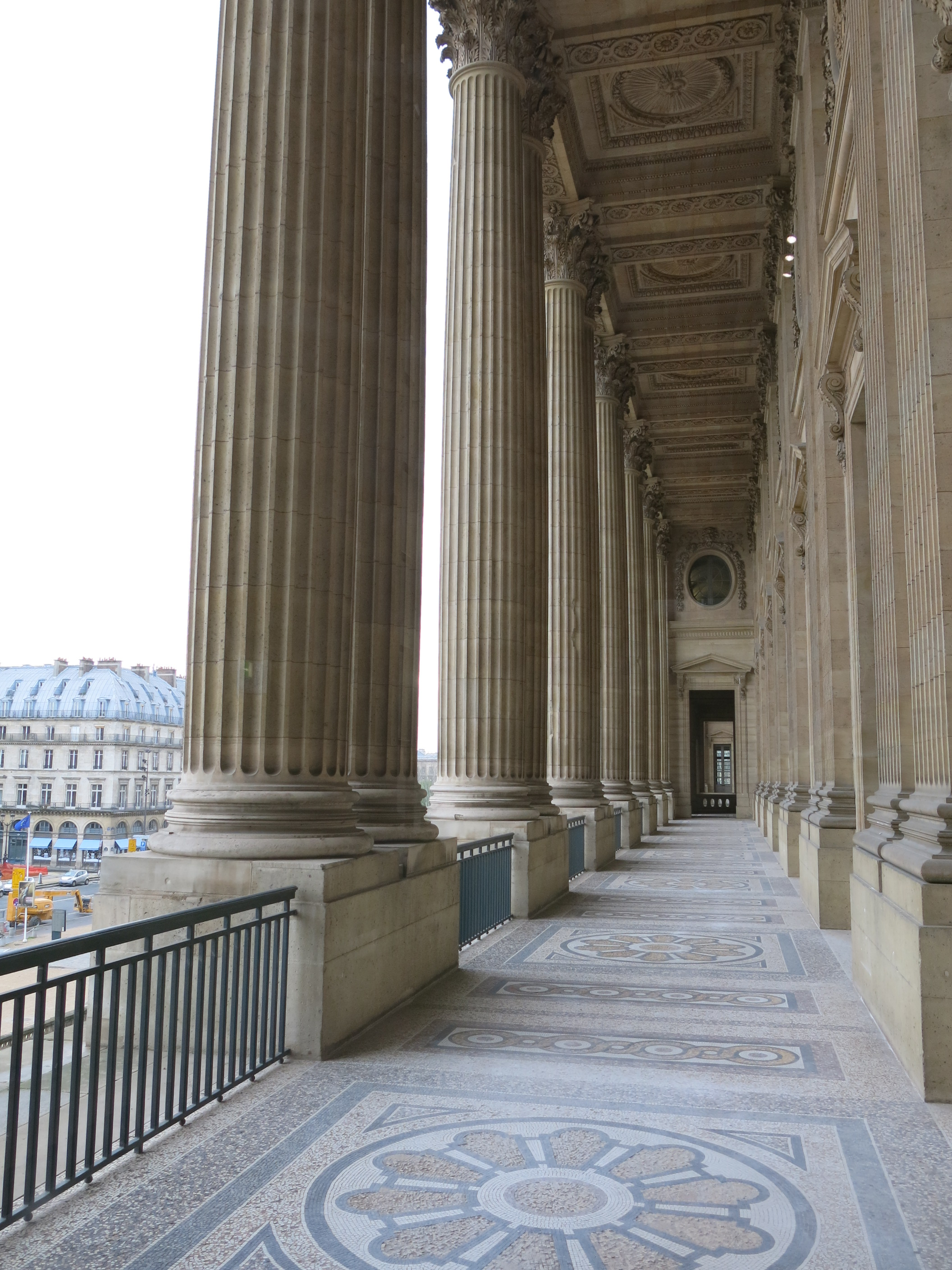
Colonnes corinthiennes à cannelures séparées par des listels (grande colonnade du Louvre).

En architecture, les cannelures sont des sillons ou des moulures verticales réalisées sur le fût d'une colonne.

## Autres domaines
En botanique, les cannelures sont des stries présentes sur un végétal (tronc, tige, etc.).
En géomorphologie, les cannelures sont des sillons généralement groupés et parallèles, creusés par les agents météoriques le long des
rochers dans le sens des plus grandes pentes.
En mécanique, les cannelures sont des rainures taillées dans l'arbre ou dans le moyeu. Elles permettent de transmettre des couples importants, l'une mâle (l'arbre), l'autre femelle (le moyeu) ; dans certains cas, le moyeu peut coulisser sur l'arbre. Elles peuvent être à flancs parallèles ou à flancs curvilignes.

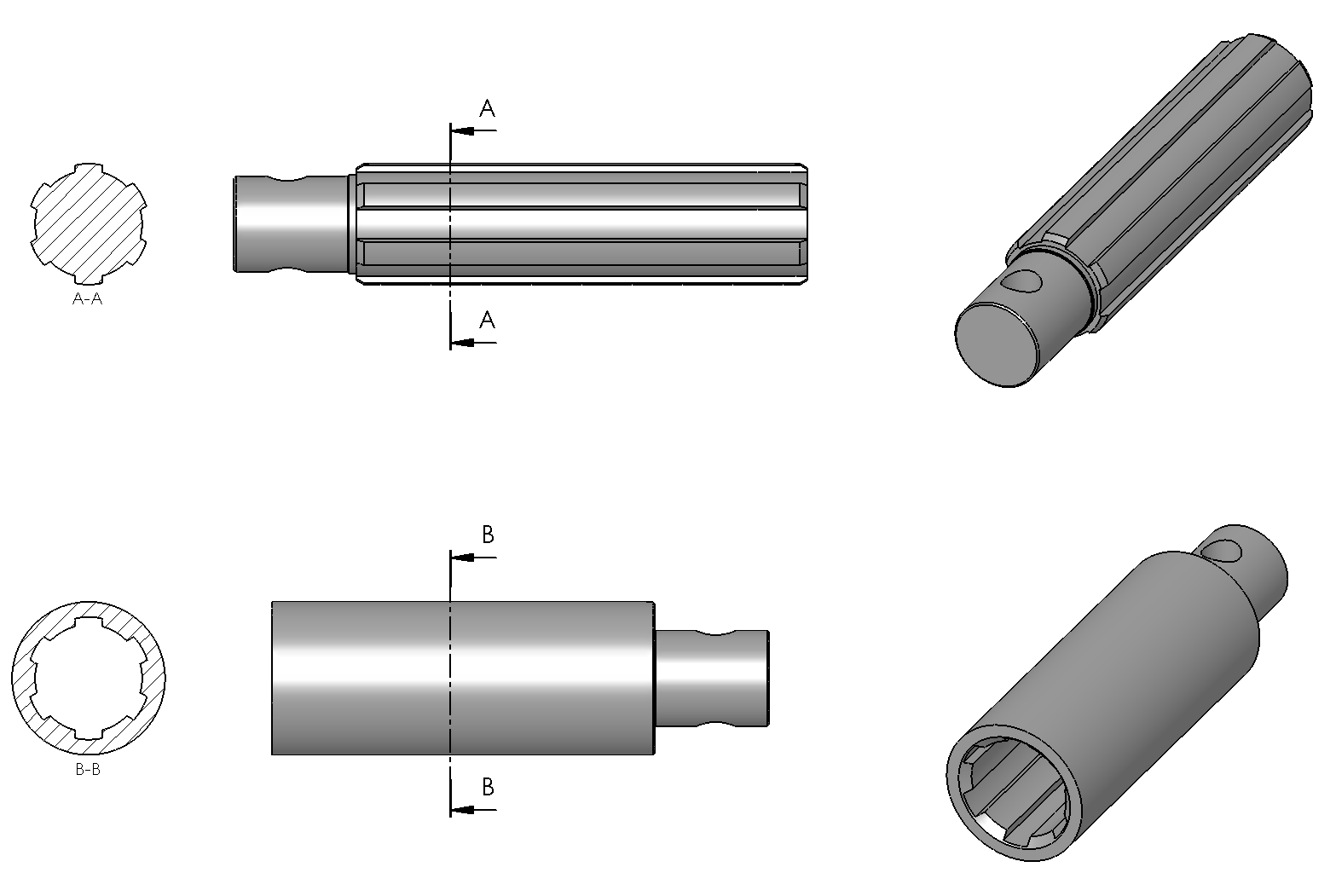
Plan d'un arbre et d'un emmanchement cannelé.
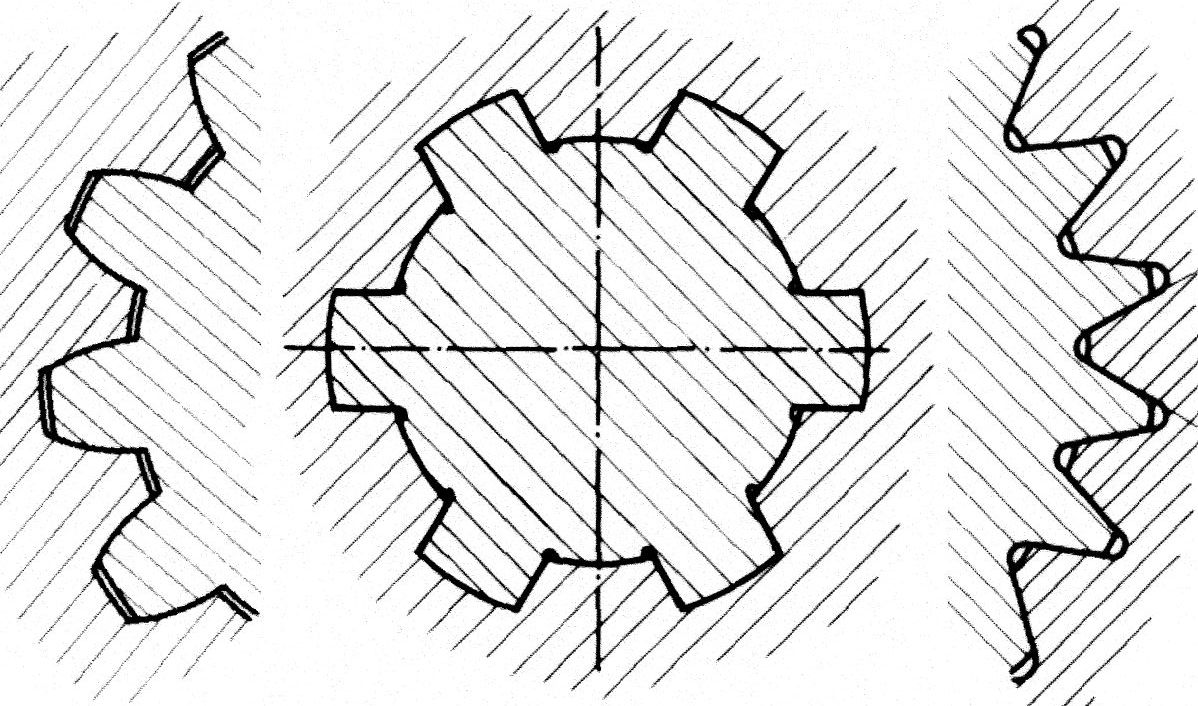
Profils de cannelures : en développante du cercle, à flancs parallèles et triangulaire.
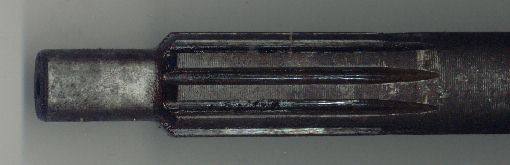
Arbre cannelé.

En optique, les cannelures sont des lieux d'interférences destructives dans le spectre visible, apparaissant par exemple lorsqu'un interféromètre de Michelson est éclairé en lumière blanche. On parle alors de « spectre cannelé ».